# 卡尼丁缺乏症
卡尼丁缺乏症，又稱原發性肉鹼缺乏症，是一種罕見的隱性遺傳病，屬於肉鹼缺乏症的一種，因脂酰肉鹼轉位酶（簡稱肉鹼）基因突變而引起，患者身體缺乏細胞內負責脂肪運輸的卡尼丁，當身體燃燒脂肪產生能量時，脂肪酸積聚細胞內，無法正常運送；患者通常在1歲前發病，即使活到4、5歲亦會出現心臟病。病發時會不省，嚴重者會導致猝死。近年有研究認為這是造成嬰兒猝死的重要原因，但因嬰兒猝死後多列作死因不明的個案，令該病未受足夠關注。

## 背景
2003年，香港一名孕婦在瑪嘉烈醫院誕下重5.3磅的男嬰，產後檢查一切正常，小男嬰如常吃奶。至出世第3天的一個晚上，男嬰被發現全身僵硬死在床上，事發前3小時，護士還看着嬰兒無恙吃奶。由於嬰兒床放在母親旁邊，沒有外人可靠近，男嬰母親成為嫌疑犯，曾被懷疑患上產後抑鬱症而加害兒子。當嬰兒驗屍後，警方仍未能找出其死因，母親未能擺脫嫌疑，需要召開死因研訊，但香港中文大學醫學院參與研究後，才證實男嬰患有卡尼丁缺乏症。
美國亦曾發生同類個案，一名母親被誤會殺子，判終身監禁，但她在獄中誕下第二胎時，證實嬰兒有缺乏卡尼丁的隱性遺傳病，亦解開之前兒子猝死之謎，推翻冤獄。
有這種遺傳病的家庭父母一般都沒有明顯病徵，而患病的兒童可能在嬰兒時期（一般在一歲前）出現急性病徵，包括不省人事、低血醣，嚴重者會導致猝死。病童亦會出現發大性心臟肌肉病變。

## 病理
卡尼丁又名肉鹼，是一種由賴胺酸及甲硫胺酸合成的季銨鹽氨基酸，是身體一種必需的物質，用於細胞內的脂肪運輸。脂肪酸在細胞內進行分解而產生能量，當細胞缺乏卡尼丁時，便無法生產能量，影響正常運作。有這種遺傳病的家庭父母一般都沒有明顯病徵，而患病的兒童可能在嬰兒時期（一般在一歲前）出現急性病徵，包括不省人事、低血醣，嚴重者會導致猝死。病童亦會出現發大性心臟肌肉病變。
研究指一個與卡尼丁缺乏症有關的基因OCTN2。OCTN2突變會引致卡尼丁缺乏症。此項發現能準確地確定患者的遺傳基因病變，及在患病家庭中分辨出攜帶基因者及患病者，從而可以及早進行適當的治療。
在現時認知中，患者不可以肚餓，肚餓時人體會燃燒脂肪，但他們的脂肪酸會塞着，可以影響他們的心臟，出現低血糖、不省人事、猝死。治療方法是及時為病人輸入葡萄糖，令身體停止燃燒脂肪，但根治方法仍未有研究。

## 病況
1999年，全球已知的個案家庭大約有40多個，其中3個發生於華人家庭。在2006年全球已知的生還者共兩人。

## 資料
- 類型：罕見隱性遺傳病
- 原因：脂酰肉鹼轉位酶（簡稱肉鹼）基因突變
- 影響：身體缺乏細胞內負責脂肪運輸的卡尼丁，當身體燃燒脂肪產生能量時，脂肪酸積聚細胞內，無法正常運送。
- 徵狀：患此遺傳病的家庭，父母一般沒有明顯病徵。(本人生理特征没有注明,如:是否会导致人体偏瘦,没有注明.)
- 病情：不省人事、低血糖，嚴重者會導致猝死。
- 發病年齡：通常一歲前發病；能活到4、5歲的病童，亦會出現心臟病。
- 預防方法：及時為胎兒或嬰兒檢查是否有基因病變；患者要常保持飽肚，避免身體燃燒脂肪時發病。
- 治療方法：輸葡萄糖令身體停止燃燒脂肪
- 發病率：估計香港每年有2至3宗

## 外部連結
- 原發性肉鹼缺乏症 （页面存档备份，存于）